# São Domingos do Araguaia
São Domingos do Araguaia este un oraș în Pará (PA), Brazilia.